# Lovro Dobričević

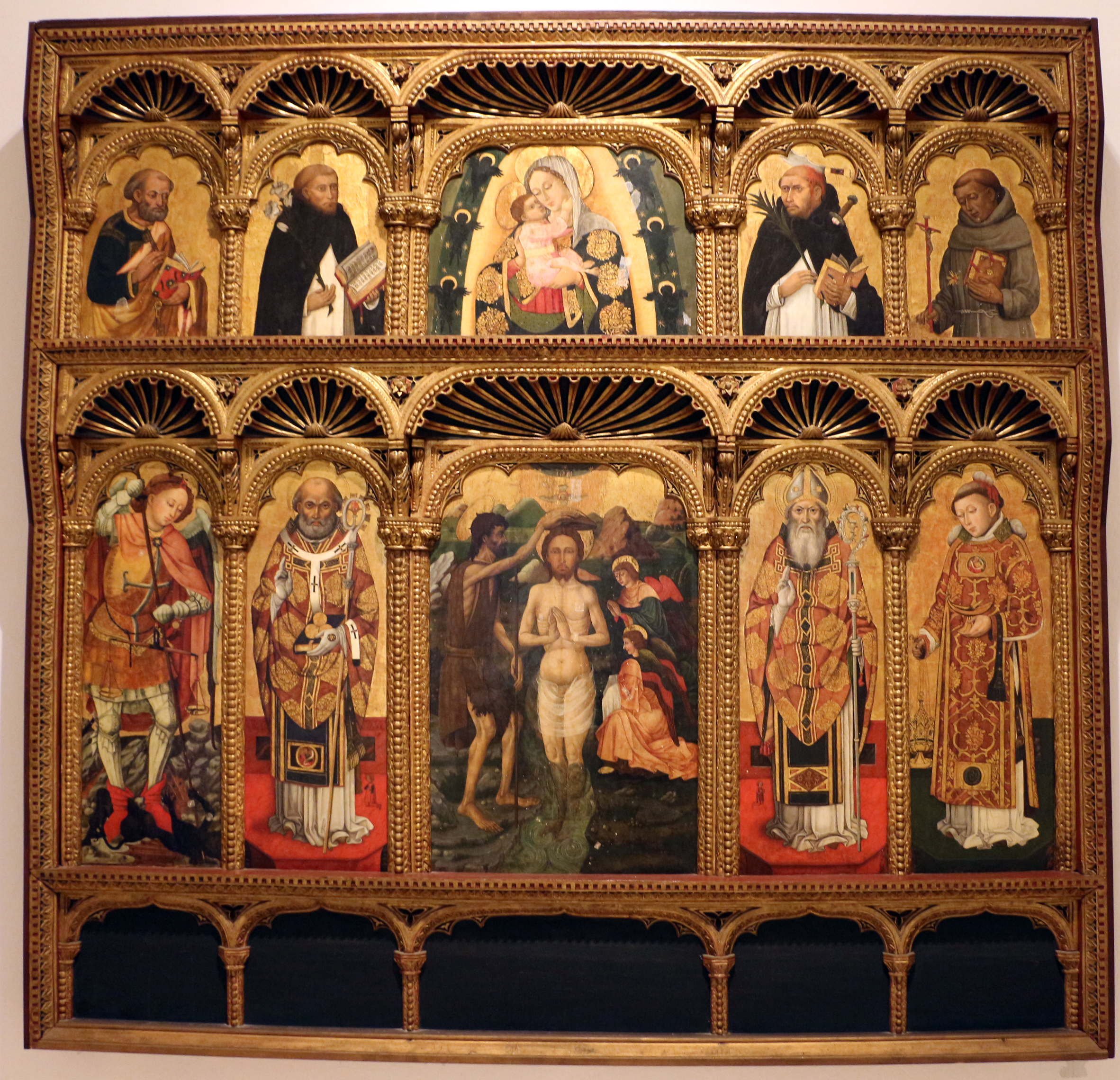
Polittico a Ragusa

Lovro Marinov Dobričević noto in Italia anche come Lorenzo Bon, Lorenzo Marino o Lorenzo di Marino (Cattaro, 1420 circa – Ragusa, 1478) fu un pittore attivo nella Repubblica di Venezia.

## Biografia
Studiò a Venezia prima di tornare a Ragusa. Iniziò a dipingere nel monastero serbo ortodosso Savina, nel Principato di Zeta (ora Montenegro) a metà del XV secolo.  I suoi dipinti sono ancora visibili nei monasteri domenicani e francescani nella città di Ragusa, oggi Dubrovnik. Una delle sue pale d'altare è ancora visibile in una chiesa di Slano. Venne realizzata da un gruppo chiamato Scuola di pittura di Ragusa che comprendeva Biagio di Giorgio da Traù, Vincenzo di Lorenzo (suo figlio), Michele Hansen, Giovanni Ungaro e Nicolò Raguseo. Si specializzarono in icone pittoriche e iconostasi sia per le chiese che per i monasteri della Chiesa ortodossa serba in Montenegro e Bosnia-Erzegovina e realizzarono il polittico della tradizione della Chiesa cattolica ragusea.